# Parimatidium bahianum
Parimatidium bahianum is een keversoort uit de familie bladkevers (Chrysomelidae). De wetenschappelijke naam van de soort werd in 1938 gepubliceerd door Spaeth.